# Katánie

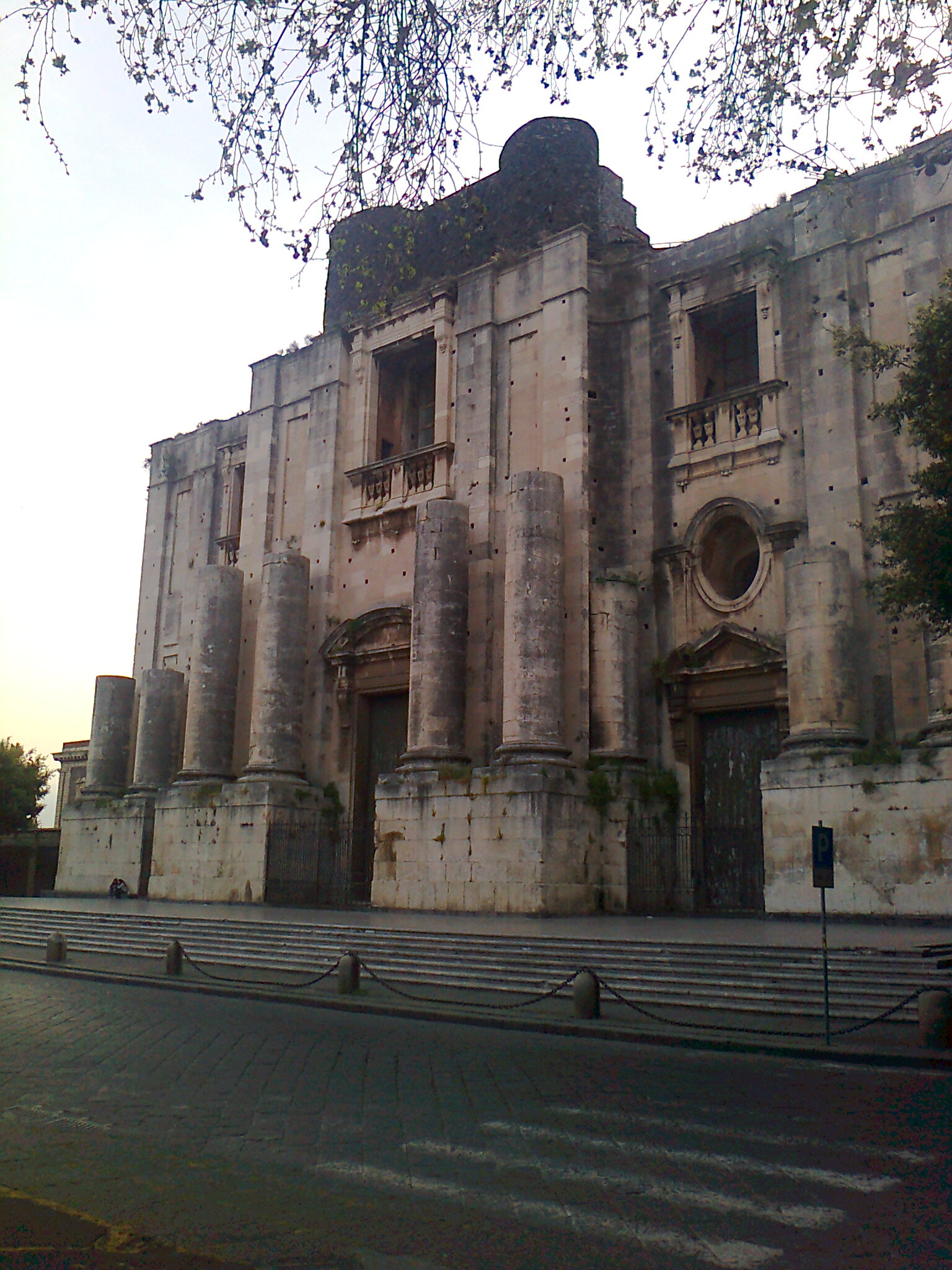
San Nicolo l´Arena

Katánie, italsky Catania, je druhé největší sicilské město a správní středisko stejnojmenného metropolitního města (odpovídající úrovni italských provincií). Leží na východním pobřeží Sicílie, na úpatí sopky Etny. Je to přístav a starobylé město rozsáhlého půdorysu, založené již v 8. století př. n. l.. Bylo ve své historii několikrát poničeno zemětřeseními a výbuchy sopky. Pod městem proudí řeka Amenano, která je vidět jen v jižní části náměstí Piazza Duomo. Jihozápadně od města se nachází mezinárodní letiště Katánie–Fontanarossa.
Etna není jen zdrojem tragických erupcí, které město ničily. Sopečný popel poskytuje úrodnou půdu, zvláště vhodnou pro růst vinné révy. Lávové kameny použité při přestavbách daly městu typický architektonický ráz. Dnes je Etna také atrakcí, která přivádí do Katánie turisty.

## Historie
Město pod jménem Katané založili Řekové ze sousedního města Naxos kolem roku 730 př. n. l. Nejdříve bylo město autonomní, od 5. století př. n. l. se během bojů o nadvládu nad Sicílií mezi řeckými městy i ve válkách s Kartágem opakovaně dostávalo do područí Syrakús. Poprvé se tak stalo roku 476 př. n. l., kdy jej dobyl Hierón I., původní obyvatele deportoval do Leontin a město dočasně získalo nové jméno Aitné podle nedaleké Etny. Pod nadvládu Říma se prosperující obchodní centrum západního Středozemí dostalo roku 263 př. n. l.
Ve středověku už byly jeho osudy stejné jako ostatních území ostrova Sicílie: součást sicilského Emirátu jako Balad al-fīl (بلد الفيل) a Madīnat al-fīl (مدينة الفيل), tedy Země slona či Město slona (slon je lávová socha nad fontánou na náměstí Piazza Duomo). Za druhé období rozkvětu město vděčí také dynastii španělských králů Aragonských a Bourbonů až po součást unifikované Itálie.
Poničeno byla několikrát přírodními vlivy, zejména zemětřesením z roku 1693. Za druhé světové války bylo vybombardováno spojeneckými vojsky.

## Původ jména
Název Katánie má řadu výkladů: sicilské slovo katane znamená hrubý nástroj nebo ostré kameny. Vždy dlouho po erupcích Etny bývalo město opakovaně přestavováno z černých lávových kamenů. Latinský výraz catinus může mít význam záliv. Qaṭāniyyah (قطانية) znamená arabsky luštěniny, které se v Katánii pěstovaly ve velkém.

## Památky
Část historického centra figuruje společně se 7 dalšími městy na jihovýchodě Sicílie na seznamu světového kulturního dědictví UNESCO pod souhrnným názvem „Pozdně barokní města v údolí Val di Noto“. Jde převážně o stavby zbudované po zemětřesení z roku 1693.

### Kostely a katedrály

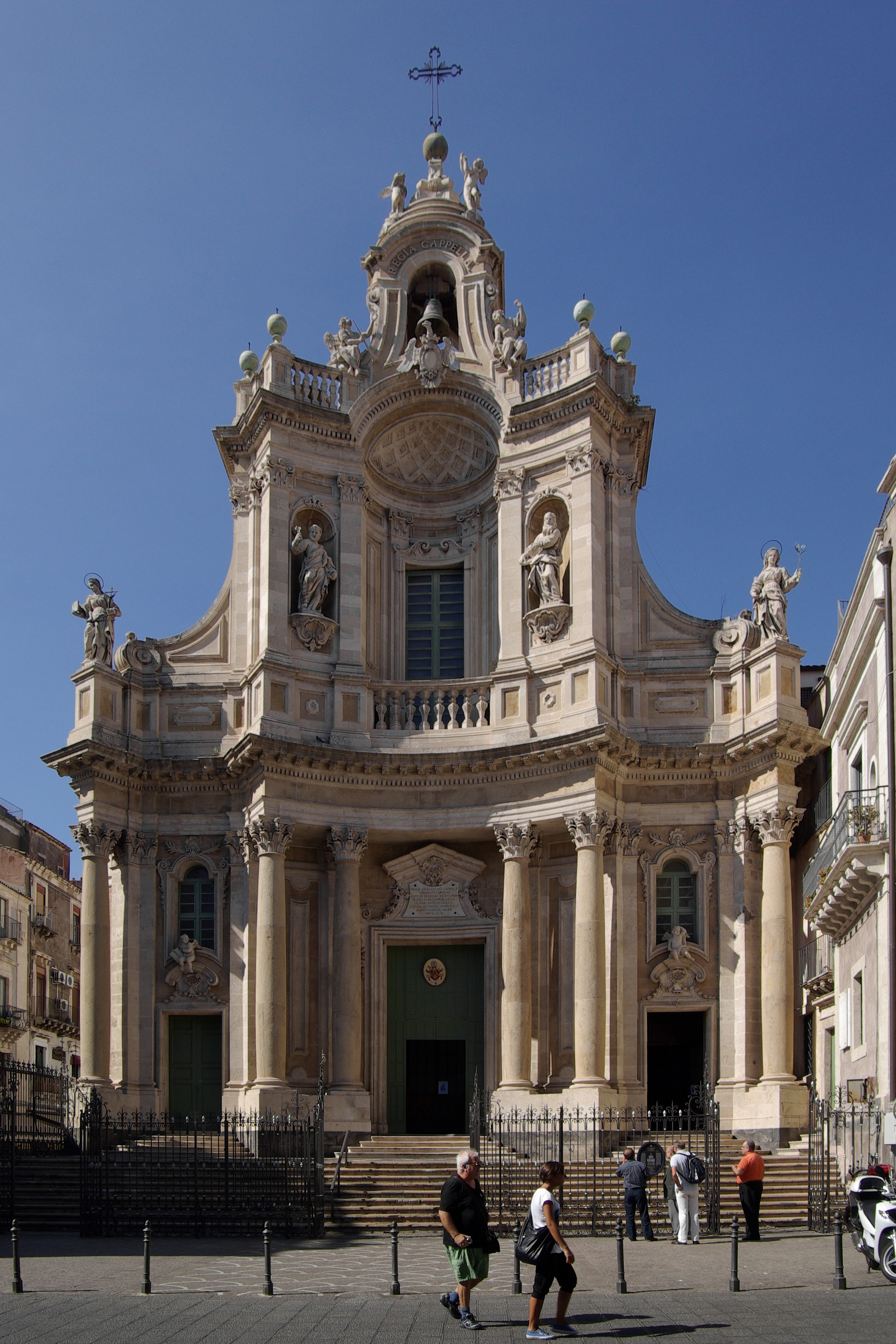
Collegiata

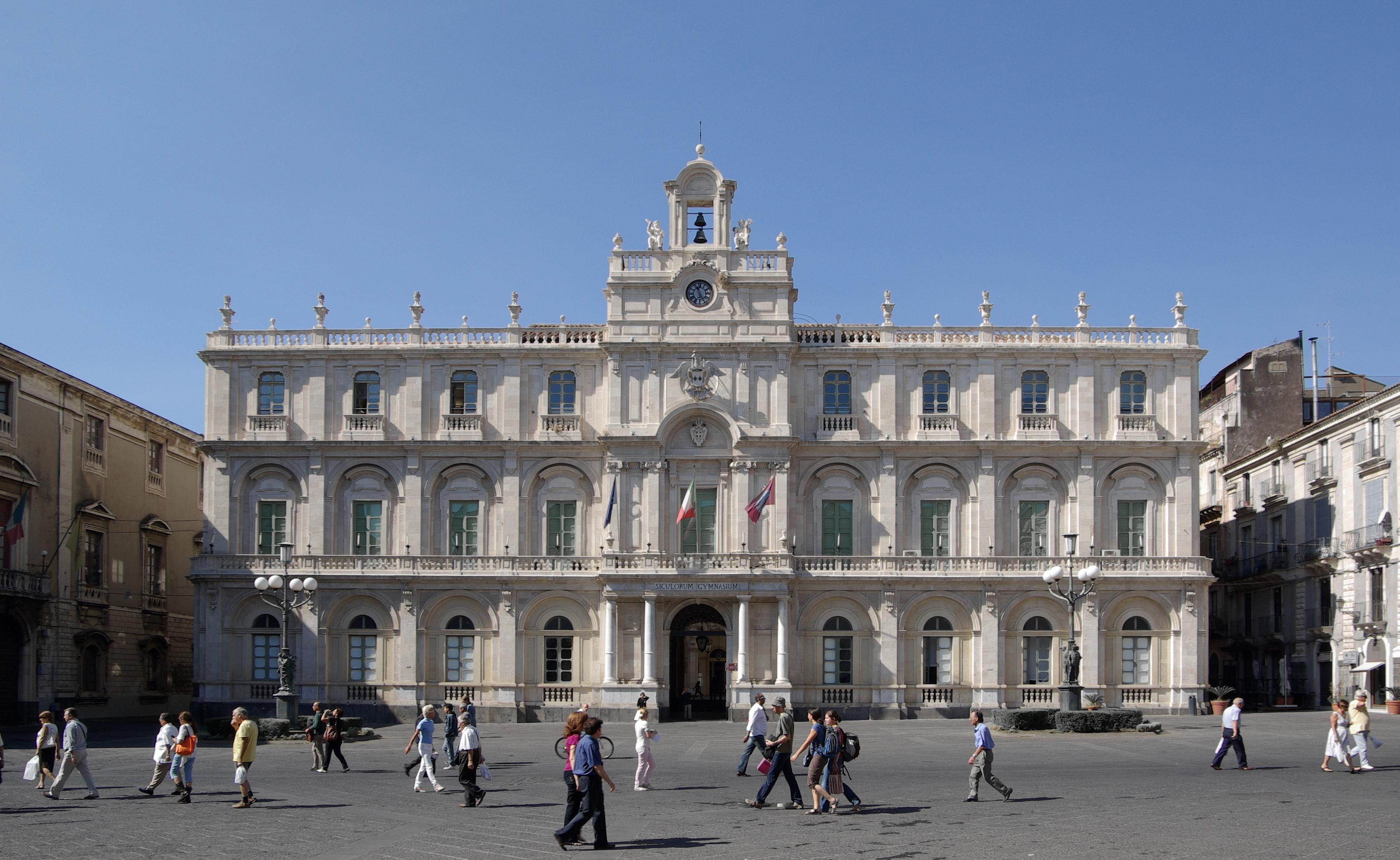
Hlavní budova univerzity

V Katánii je největší kostel na Sicílii: Kostel svatého Mikuláše (Chiesa di San Nicolò). Na hlavním katánském náměstí Piazza del Duomo s barokními budovami, radnicí  a sloní fontánou je dominantou Katedrála svaté Agáty. Přehled hlavních církevních památek:
- Katedrála svaté Agáty na Piazza Duomo, trojlodní bazilika s románským normanským chórem z 11. století, přestavěná po zemětřesení z roku 1693, arch. Girolamo Pallazotto. V jižní apsidě je kaple patronky města svaté Agáty se stříbrným sarkofágem sv. Agáty, každoročně uctívaným a neseným městem v procesí, které obchází trasu vyznačenou chrámy (Santa Agata le Vetere, Santa Agata alla Fornace). Přilehlé budovy patří arcibiskupské konzistoři, protější palác arcibiskupskému (dříve jezuitskému) archivu. Vpravo od hlavního vchodu do dómu je Dómská klenotnice a muzeum. Zde byly vykopány základy římských lázní, zbytky zdiva jsou dochovány například v jihozápadním nároží dómu
- Kašna Fontana dell Elefante na Dómském náměstí; vytvořil ji sochař Giovanni Battista Vaccarini s využitím římské (antické) sochy slona z lávového kamene z Etny (roku 1736)
- Kostel sv. Mikuláše s klášterem benediktinů v Aréně na návrší, monumentální barokní kostel s kupolí je dominantou města; konventní budovy a knihovna jsou dnes sídlem filozofické fakulty Univerzity[3]
- Jezuitská kolej s kostelem sv. Františka Borgiáše
- Collegiata = Kolegiátní chrám Panny Marie almužnice (Santa Maria Eleumosina) – významná stavba radikálního baroka z roku 1758
- Klášter kapucínů
- Klášter klarisek s kostelem sv. Kláry
- Klášter františkánů s kostelem sv. Františka

### Světské budovy
- Hrad Castello Ursino byzantského původu, (založen kolem roku 800 n. l.), vypleněn Araby, přestavěn kolem roku 1239 na sídlo císaře Fridricha II. Štaufského, roku 1393 suterén a přízemí zality lávou, kámen odstraněn archeologickým průzkumem z let 1999–2005; dnes sídlo Regionálního muzea (Museo civico), sbírky lapidária a galerie, příležitostné výstavy
- Římské divadlo (Teatro romano) – amfiteátr pro 7000 diváků, založen na řeckých základech z 5. století př. n. l., přiléhá k němu další menší divadlo Odeon
- Divadlo Vincenza Belliniho – neorenesanční budova na stejnojmenném náměstí
- Museo Belliniano – muzeum zdejšího rodáka, hudebního skladatele Vincenza Belliniho
- Římský amfiteátr (fragmenty zachycené archeologickým výzkumem pod náměstím), s podzemními chodbami; byl zbudován po vzoru římského Kolosea, pro 16 000 osob[2]
- Radnice a sídlo městské policie – na Piazza dell Duomo; v průjezdu jsou vystaveny kočáry a nosítka pro poutní slavnost svaté Agáty
- Univerzita (Università degli studi di Catania) – nejstarší univerzitu na Sicílii založil král Alfons Aragonský roku 1434; v současnosti má 12 fakult; budova byla postavena v barokním slohu po zemětřesení z roku 1693
- Palazzo Biscari – palác zdejší šlechtické rodiny s bohatě zdobenými rokokovými interiéry
- Palazzo del Toscano – neorenesanční stavba z roku 1870, architekt Enrico Alvino, městská rezidence velkovévodů toskánských

## Osobnosti města
- Svatá Agáta (225–251), sicilská panna a křesťanská mučednice, hlavní patronka města Katánie[4]
- Svatý Euplius († 304), křesťanský mučedník, patron města[5]
- Charóndas (7. století př. n. l.), řecký filozof a zákonodárce[6]
- Konstancie Sicilská (1248–1302), sňatkem aragonská a sicilská královna[7]
- Giovanni Pacini (1796–1867), italský hudební skladatel[8]
- Vincenzo Bellini (1801–1835), italský hudební skladatel[9]
- Michele Rapisardi (1822–1886), italský malíř, představitel romantismu[10]
- Giovanni Verga (1840–1922), italský fotograf a spisovatel, představitel verismu[11]
- Ettore Majorana (1906–?), italský teoretický fyzik, záhadně zmizel během plavby z Palerma do Neapole[12]
- Pietro Anastasi (1948–2020), italský fotbalový útočník a reprezentant, mistr světa z roku 1968[13]
- Angelo d'Arrigo (1961–2006), ornitolog, pilot rogala a padákového kluzáku[14]
- Tea Falco (* 1986), italská herečka[15]

## Vývoj počtu obyvatel
Počet obyvatel

## Partnerská města
- Grenoble, Francie (1961)
- Phoenix, Spojené státy americké (2001)
- Osvětim, Polsko (2010)
- Oxford, Spojené království (2012)
- Ottawa, Kanada (2002)
- Borgo Maggiore, San Marino (2015)
- Kaliningrad, Rusko (2017)
- Alexandrie, Egypt (2019)